# 红花来江藤
红花来江藤（学名：Brandisia rosea），为玄参科来江藤属下的一个植物变种。